# Queer (canción)
«Queer» es una canción y el cuarto sencillo de la banda Garbage para su álbum de estudio Garbage. Fue escrita y grabada en Smart Studios en 1994 durante la composición del álbum debut.
Con un título sugestivo y con sonidos trip hop, «Queer» se transformó en un éxito para la emergente banda. Garbage iba a utilizar samplers de Frank Sinatra para «Queer», pero la idea fue abandonada porque hubiera sido muy costoso.
El bajo en «Queer» fue tocado por Mike Kashou, la percusión adicional por Clyde Stubblefield y el clarinete por Les Thimming.

## Lista de canciones
| - UK CDS Pt. 1 Mushroom D1237 1. «Queer» - 4:04 2. «Trip My Wire» - 4:29 3. «Queer» (The Very Queer Dub Bin) - 5:12 4. «Queer» (The Most Beautiful Woman in Town Mix) -5:36 - UK CDS Pt. 2 Mushroom DX1237 1. «Queer» - 4:04 2. «Butterfly Collector» - 3:41 3. «Queer» (F.T.F.O.I. Mix) - 7:17 4. «Queer» (Danny Saber Mix) - 5:39 - UK 7" single Mushroom SX1237 1. «Queer» - 4:04 2. «Queer» (The Very Queer Dub Bin) - 5:12 | - European CDS Mushroom 74321 32776 2 - Australian CDS White/Mushroom D1211 - Australian casete White/Mushroom C1211 1. «Queer» - 4:05 2. «Girl Don't Come» - 2:33 3. «Sleep» - 2:31 - French CDS Mushroom/BMG 74321 38220 2 1. «Queer» - 4:05 2. «Queer» (F.T.F.O.I. Mix) - 7:17 3. «Trip My Wire» - 4:29 |

## Remixes oficiales
| Título                                         | Duración | Mezclador/Productor                | Lanzamiento Comercial |
| ---------------------------------------------- | -------- | ---------------------------------- | --------------------- |
| "Queer (The Very Queer Dub Bin)"               | 5:12     | Adrian Sherwood & Simon Mundey     |                       |
| "Queer (The Most Beautiful Woman In Town mix)" | 5:36     | Martin Gore, Paul Freeguard, Jones | Sí                    |
| "Queer (F.T.F.O.I. mix)"                       | 7:17     | Rabbit in the Moon                 | Sí                    |
| "Queer (Heftybag mix)"                         | 9:10     | Rabbit in the Moon                 | Sí                    |
| "Queer (Danny Saber mix)"                      | 5:39     | Danny Saber                        | Sí                    |

## Posicionamiento
| Listas (1995/1996)                    | Posición |
| ------------------------------------- | -------- |
| U.S. Billboard Hot 100 Airplay        | 57       |
| U.S. Billboard Hot Modern Rock Tracks | 12       |
| UK Singles Chart                      | 13       |
| Australian ARIA Singles Chart         | 55       |
| New Zealand RIANZ Singles Chart       | 37       |
| Belgium Walonia Singles Chart         | 24       |